# Bonnie Tyler - The Video VHS
A The Video máig az egyetlen Bonnie Tyler videókazetta kiadvány, amely az énekesnő videóklipjeit tartalmazza 1983-tól 1986-ig. A CBS és az amerikai FOX közösen adta ki 1986-ban. A 8 klipet tartalmazó videón a Faster than the Speed of Night és a Secret Dreams and Forbidden Fire albumokon megjelent dalok videóit tartalmazza, valamint a Metropolis című filmben felcsendült Giorgio Moroder dal, a Here She Comes is látható. Valamint a listavezető slágerek videói, mint a Total Eclipse of the Heart vagy a Holding Out for a Hero.
A kiadvány csak VHS formában jelent meg, de rajongói kiadásként fellelhető DVD formátumban is.

## Videók
- Total Eclipse of the Heart
- Faster than the Speed of Night
- Have You Ever Seen the Rain?
- Take me Back
- Here She Comes
- Holding Out for a Hero
- Loving You’s a Dirty Job (But Somebody’s Gotta Do It)
- If You Were a Woman